# فرودگاه زاربروکن
فرودگاه زاربروکن (به انگلیسی: Saarbrücken Airport) (به زبان بومی: Flughafen Saarbrücken) یک فرودگاه همگانی با کد یاتا SCN است که یک باند فرود آسفالت دارد و طول باند آن ۲۰۰۰ متر است. این فرودگاه در شهر زاربروکن کشور آلمان قرار دارد و در ارتفاع ۳۲۲ متری از سطح دریا واقع شده‌است.

## شرکت‌های هواپیمایی و مقصدهای پروازی
The following airlines operate regular scheduled and charter flights at Saarbrücken Airport:
| شرکت‌های هواپیمایی | مقصدهای پروازی                                                           |
| ----------------- | ------------------------------------------------------------------------ |
| بی‌ام‌آی رجیونال    | مونیخ (آغاز از ۶ نوامبر ۲۰۱۷)                                            |
| بلغارین ایر چارتر | چارتر فصلی: بورگاس                                                       |
| یورو وینگز        | فصلی: پالما د مایورکا                                                    |
| یورو وینگز        | فصلی: پالما د مایورکا                                                    |
| فری‌برد ایرلاینز   | چارتر فصلی: آنتالیا                                                      |
| لوکزایر           | هامبورگ، لوگزامبورگ - فیندل                                              |
| پگاسوس ایرلاینز   | فصلی: آنتالیا                                                            |
| سان اکسپرس        | آنتالیا                                                                  |
| تی‌یوآی‌فلای        | فصلی: فوئرته‌ونتورا، گرن کناریا، هراکلین، جزیره کوس، پالما د مایورکا، رود |
| ترکیش ایرلاینز    | چارتر فصلی: آنتالیا                                                      |